# قلم حبر سائل

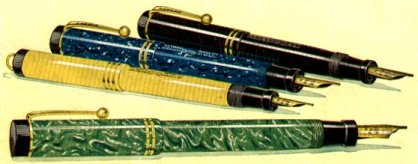

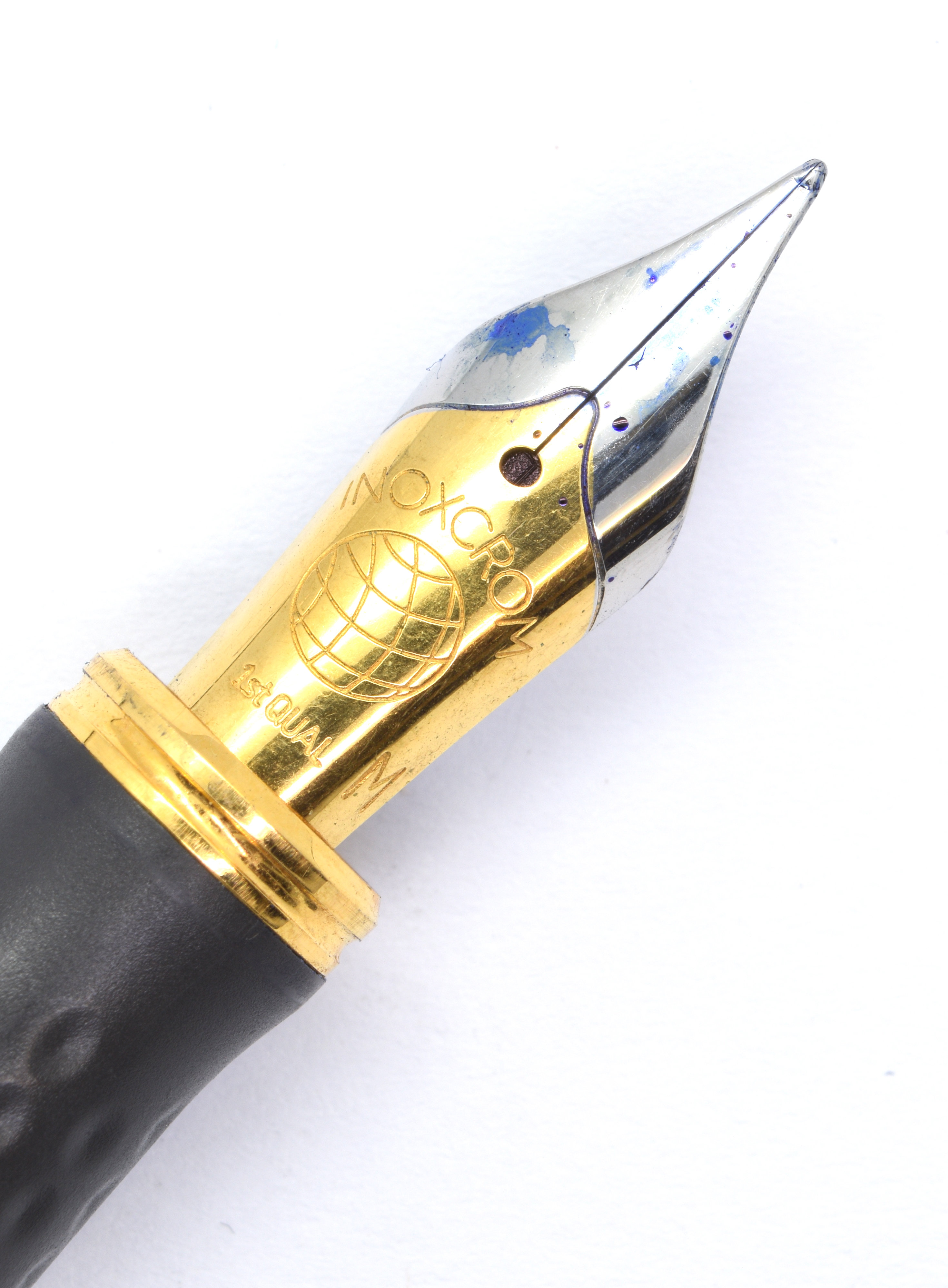
ريشه قلم الحبر

قلم المَدّاد أو قلم الحبر السائل أو قلم الريشة هو نوع من أدوات المكتب التي تستخدم للكتابة وهو التطور للريشة أو القصبة التي كانت تستخدم للكتابة والخط.
حيث ان طريقة الكتابة المعتمدة من قبل الالاف السنين كانت بواسطة القصبة أو بقطع ريشة، والكتابة تكون في تغطيس الريشة في علبة من الحبر وبعد انتهاء الحبر تغطس مرة أخرى. لكن هذه الوسيلة كانت تواجه عدة مشاكل منها التنقل بعلبة من الحبر وريشة وكما أن الكتابة بالقصب قد يقع منه حبر ويتلف بعض الوثائق الرسمية.
وأول من قام باختراع قلم الريشة هو لويس واترمان
يحتوي قلم الحبر السائل على مستودع لحفط الحبر السائل ذو الأساس المائي والمخلوط مع بعض المواد الكيميائية التي تساعد على انزلاق ريشة القلم (رأس القلم) وأعطاء لمعان للأحرف المكتوبة. ويمكن إعادة تعبئة الحبر بسهولة، سواءً باستبداله أو تعبئته بشكل مباشر من علبة الحبر السائل.
هناك علامات تجارية كثيرة مشهورة لأقلام الحبر مثل: باركر وشيفرز ووترمان واستبروك وتيكو. وكل منها له مزاياه الخاصة بشكل الخط ونفاسة الريشة والغلاف الخارجي للقلم.